# Біла пошесть (фільм)
«Біла пошесть» — чеський антивоєнний фільм-драма 1936 року режисера Гуго Гааса, знятий за однойменною п'єсою Карела Чапека.

## Сюжет
Головний герой — лікар Гален (роль якого зіграв режисер Гуго Гаас) винаходить ліки від нової смертельної хвороби, що проявляється у вигляді білих плям на тілі, які втрачають чутливість. Він лікує перш за все бідних і відмовляється лікувати багатих і могутніх — всіх, хто може бути причетними до війни. Коли заражається сам диктатор — Маршал (Зденек Штепанек), Гален відмовляється готувати ліки, доки той не зупинить війну. Маршал вагається, але зрештою приймає умову Галена і вирішує припинити війну. Поки Гален намагається доставити ліки Маршалу, його забиває насмерть фанатичний натовп людей перед палацем. Втім, попри цю новину, Маршал вже змінив думку: він виходить перед натовпом, щоб оголосити про мир.

## Основна інформація
- Оригінальна ідея: Карел Чапек
- Сценарій: Гуго Гаас
- Музика: Ян Бранбергер
- Режисер фотографії: Отто Геллер
- Режисер: Гуго Гаас
- Додаткова інформація: чорно-білий, 106 хв, драма
- Студії: «Баррандов»
- Виробництво: «Молдавія», 1937

## У ролях
- Гуго Гаас — Гален
- Бедржих Карен — Сигеліус, керівник клініки
- Зденек Штєпанек — маршал
- Вацлав Видра — барон Крог
- Франтішек Смолік — громадянин
- Гелена Фрідлова — дружина громадянина
- Ладислав Богач — син Крога
- Карла Олічова — дочка маршала
- Ярослав Пруха — д-р. Мартін
- Владимир Шмерал — перший помічник
- Вітезслав Бочек — син громадянина
- Єва Свободова — дочка громадянина
- Карел Досталь — міністр пропаганди